# Kimeros

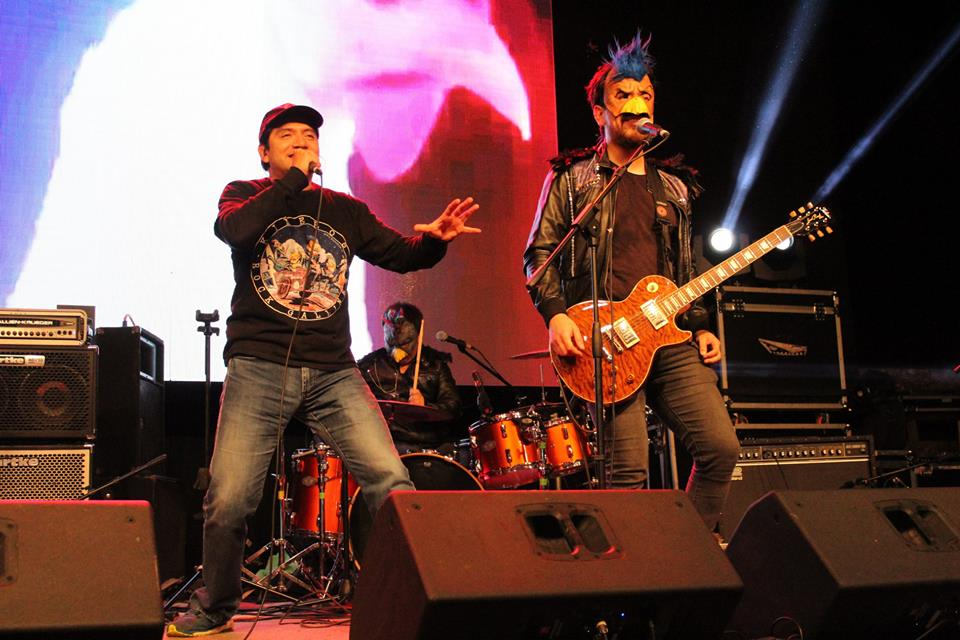
Kimeros feat Don Rorro (Sinergia) Bear Fest Linares 2018

Kimeros es una banda de rock chileno originario de la región del Maule, que ha lanzado dos trabajos discográficos "Uyuuuiii" y "Me gustas, pero no tanto", ambos producidos por el destacado productor musical Andrés Godoy, quién ha producido trabajos junto a Sinergia, 2x, Keko Yoma y Los peores de Chile, entre otros.
Su estilo de música según ellos mismos se definen, es una analogía al rock garaje, al que ellos llaman "rock gallinero" debido a que en sus orígenes ensayaron y grabaron sus primeros temas en un gallinero en Colbún (comuna rural a unos 30 kilómetros de Linares); en cuya propuesta tratan de no limitarse a un estilo y prefieren dar cabida a cualquier estilo musical desde el cual emerja una idea de canción interesante y en la cual se sientan cómodos tocándola, definiendo su propuesta como transversal en el cual son "huasos haciendo rock".
Bajo una llamativa puesta en escena que incorpora máscaras y plumas, Kimeros ya ha efectuado 2 giras nacionales pasando por escenarios como Rockódromo, Rock in Rio Itata, Pablo de Rokha y Rockaxis-Escudo, y también giras internacionales en Argentina (Festival Sumar-2015)  y Uruguay (Bandaz en Red-2016 y Capital Emergente-2018).
Este 2018 Kimeros estrenó el sencillo "Fiesta Gallinera" adelanto de su tercer disco, el cual salió bajo el alero del sello discográfico "Pájaro Discos" que dirige "Don Rorro" el carismático vocalista de la banda nacional Sinergia

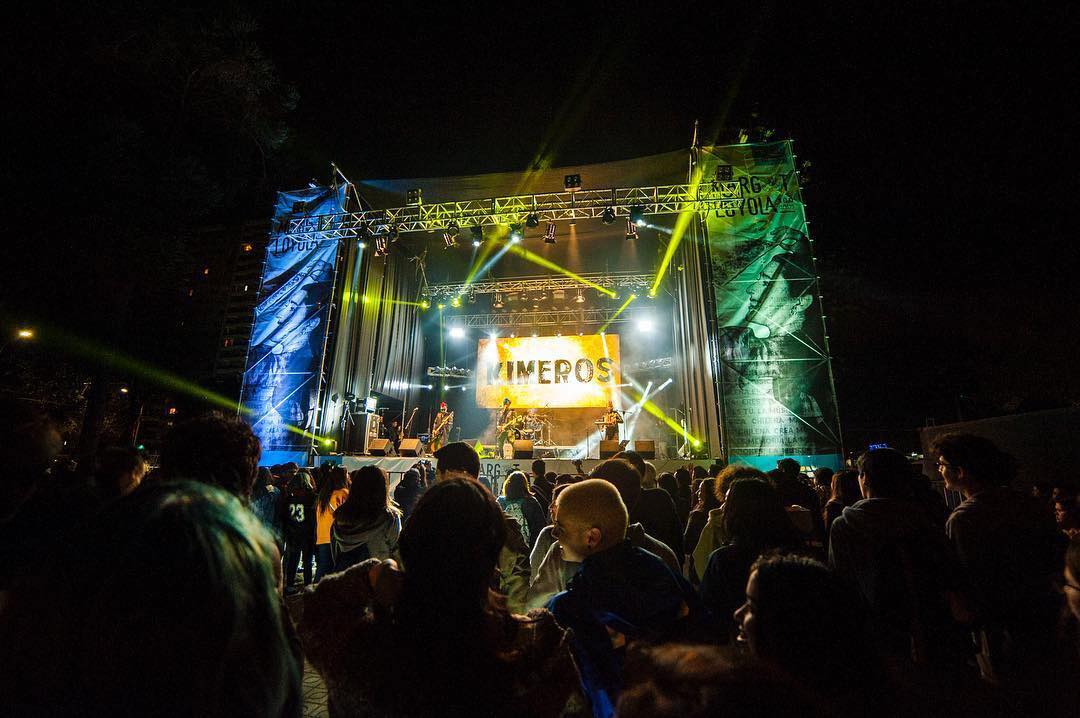
Kimeros en vivo "Festival Pablo de Rokha 2018" (Alameda de Talca, Chile)

## Miembros
- Héctor Lillo Sepúlveda, — voz, guitarra
- Iván Aguirre Gutiérrez, — bajo
- Danilo Balvoa Yelich, — batería
- Miguel Moreno Palma, — acordeón y teclado

## Discografía
- "Uyuuuiii" (2012)
- "Me gustas, pero no tanto" (2015)

## Singles

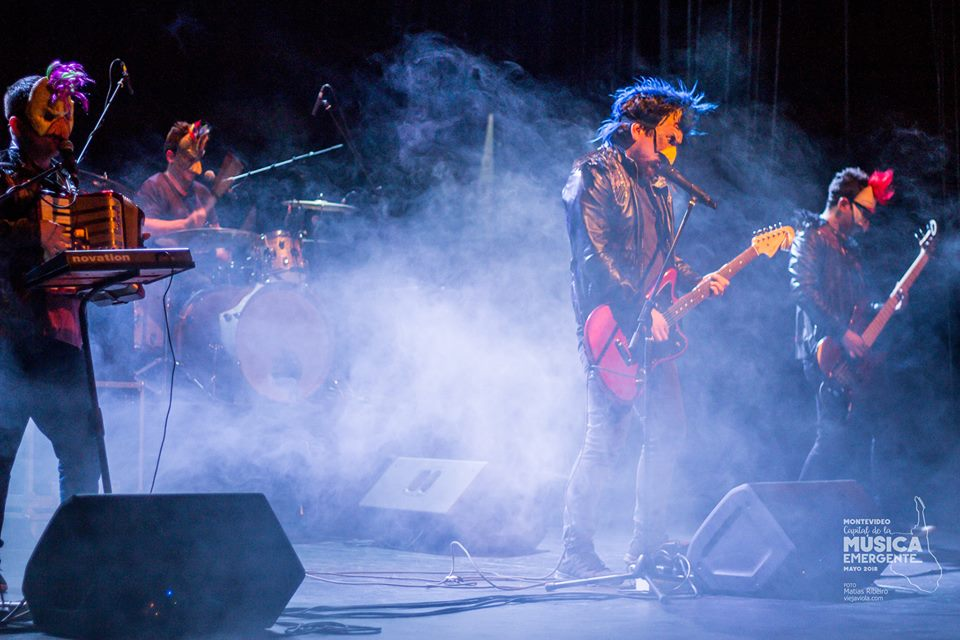
KIMEROS en vivo "CAPITAL DE LA MUSICA EMERGENTE" (Sala Zitarrosa, Montevideo-Uruguay)

- "Fiesta Gallinera" (2018)
- "De Lejitos Mejor" (2019)
- "#NOMASPICOENELOJO" (2020)
- "Y Olvidar" (2020)